# Hercules (Schiff, 1907)
Die Hercules ist ein 1907 gebauter hochseetauglicher Schlepper. Das auf der Werft John H. Dialogue and Sons erbaute Dampfschiff war überwiegend in San Francisco eingesetzt, wo es auch heute noch als Museumsschiff fährt. Das Fahrzeug ist seit 1986 ein National Historic Landmark und liegt im San Francisco Maritime National Historical Park.

## Geschichte
Die Bauwerft, John H. Dialogue and Sons aus Camden (New Jersey), hat 1907 den Schlepper für die Shipowners’ and Merchants’ Tugboat Company aus San Francisco zusammen mit einem Schwesterschiff namens Goliah gebaut. Beide Fahrzeuge haben auf eigenem Kiel von der US-Ostküste an die Westküste verlegt, dabei schleppte die Hercules ihre mit Wasser, Treibstoff und anderen Versorgungsgütern beladene Schwester durch die Magellan-Straße zum geplanten Heimathafen, San Francisco.
Für den ersten Eigner war der Schlepper bis 1922 im Einsatz, um Leichter, große Holzflöße und durch schwierige Winde benachteiligte Großsegler über das offene Meer zu diversen US-Häfen der Pazifikküste und auch nach Hawaii zu schleppen. Auch beim Bau des Panama-Kanals wurde das Schiff zum Transport eines Caissons eingesetzt.
Ein zweiter Eigner, die Moore Drydock Co., betrieb den Schlepper für weitere zwei Jahre mit einem vergleichbaren Einsatzprofil, bis im Jahr 1924 die Gesellschaft Western Pacific Railroad das Fahrzeug kaufte. Den Rest der Dienstzeit lief die Hercules als Schleppfahrzeug von Eisenbahnprahmen für die Querung der Bucht von San Francisco. Mit Ablauf der Kesselbetriebserlaubnis wurde der Schlepper nach 55 Jahren Dienst 1962 außer Betrieb genommen.
Eine besondere Facette der Einsatzzeit der Hercules ist der Auftrag von 1947, das Wrack der Oklahoma von Pearl Harbor nach San Francisco zu schleppen. In einem Sturm schlug der Schlachtschiffrumpf leck, versank und zog dabei fast die Hercules mit unter die Wasseroberfläche. Die Schlepptrosse konnte gerade noch rechtzeitig gelöst werden.
Nach der Außerdienststellung wurde die Hercules nicht verschrottet. Die California State Park Foundation erwarb sie 1975 für den San Francisco Maritime National Historical Park. Der National Park Service beauftragte 1977 eine Restaurierung. Seit 1986 ist der Schlepper ein fahrfähiges technisches Denkmal (National Historic Landmark), welches von Freiwilligen bemannt seitdem regelmäßig die Bay befährt.

## Technische Daten
- Länge über alles: 151 Fuß (ft.)
- Breite: 26 ft.
- Tiefgang: 10 ft. am Bug, 18. ft. achtern
- Vermessung: 409 BRT
- Maschinenanlage: Verbunddampfmaschine mit 3 Zylindern und einer Welle;
  - gespeist aus einem Großwasserraumkessel mit 4 Öl-Brennern
- Höchstgeschwindigkeit: 10 kn
- Brennstoffvorrat 85.400 Gallonen Öl (→ 323,274 m³ bzw. 323.274 Liter)
  - für eine Seeausdauer von 21 Tagen[2]
- Besatzung: Unterkünfte für 18 Mann
  - mit Vorräten für 30 Tage[2]